# A Kanári-szigetek történelme

A Kanári-szigetek térképe

A Kanári-szigetek történelme igen változatosan alakult. Az i. e. 1. évezred derekán betelepült, északnyugat-afrikai berber származású őslakosok újkőkori körülmények között éltek, de már az ókorban volt szórványos érintkezésük a kor hajós népeivel. A középkorban a kapcsolatok gyakoribbá váltak, majd a 15. században Spanyolország hódította meg a Kanári-szigeteket. A vitorlás hajózás fejlődése révén a szigetek az Amerikába irányuló hajózás fő áramlatába kerültek a passzátszelek révén. A kereskedelmi lehetőségek miatt számos különböző népcsoporthoz tartozó kereskedők is megtelepedtek, de a lakosság fő tömegét az őslakosokkal keveredő spanyol telepesek alkották.
A 20. század második felétől a szigetek fő gazdasági ágazatává, elsősorban a kedvező éghajlat miatt, a turizmus vált.

## Az őslakosság története

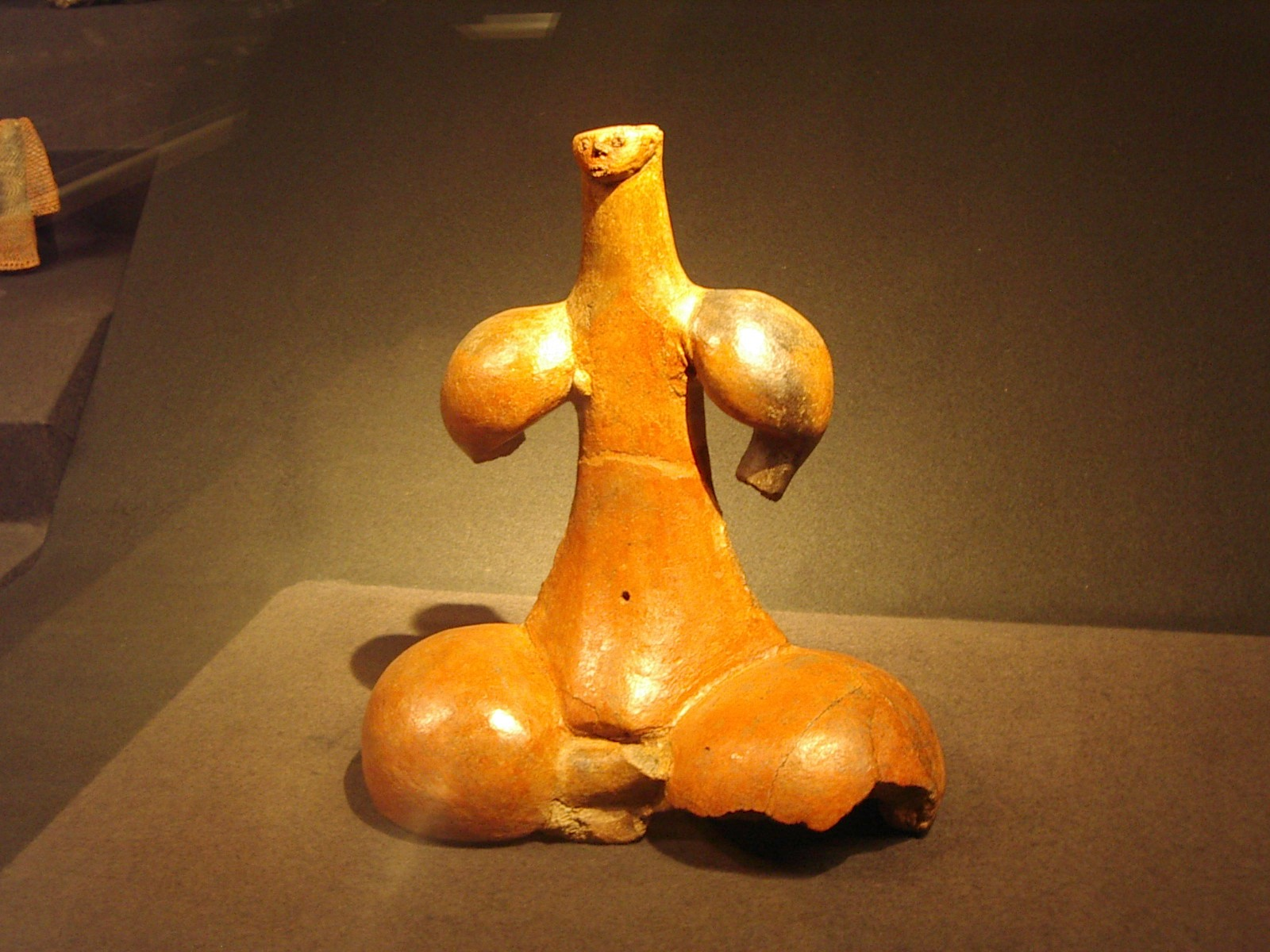
Guancs kerámiafogura a Museo Canario régészeti múzeumban

A szénizotóp-vizsgálatok és a modern genetikai kutatások egyaránt kimutatták, hogy a szigetek őslakosai az északnyugat-afrikai berber népességből érkeztek legalább két hullámban. A legelfogadottabb elméletek szerint az első csoportok letelepedésére az i. e. 1. évezred derekán kerülhetett sor.
A szigeteket benépesítő népcsoport nem igazi hajósnép volt, vízre szállásuk célja a kitelepülés lehetett az eredeti lakóhelyükön tapasztalt nehézségek miatt. Földet érve aztán hamarosan elvesztették a hajózással kapcsolatos képességeiket. Ezt a folyamatot a hajépítéshez való faanyag ritkasága is elősegítette. Az egyes szigetek lakossága közötti kapcsolat is szinte teljesen megszakadt, nyelvük és társadalmuk alakulása is külön utakra lépett. A guancsok a tenerifei őslakosok elnevezése volt, de az európai hódítók ezt kiterjesztve az összes sziget őslakosaira alkalmazták. Gran Canaria őslakóinak eredeti neve a canario (egyesszám) volt, La Gomera: gomero; El Hierro: bimbache vagy bimbape, Lanzarote: majo vagy maho, Fuerteventura: majorero vagy majo, La Palma: benahoarita vagy auarita. (Ezek a nevek általában a spanyol többszám -s végződésével együtt voltak használatosak, de hamar feledésbe merültek.)
Az őslakosság az európai hódításig újkőkorszaki körülmények között élt. Kerámiáikat egyszerű geometrikus mintákkal díszítették, barlangjaik és nagy kövekből összetákolt házaik falát növényi festékkel színezték. Nem ismerték a kereket, a fémeket, az írást; eszközeiket kőből készítették, de kovakövük sem volt, ami jobb minőségű kőszerszámok készítését tette volna lehetővé. Gazdálkodásuk alapja az általuk betelepített juhokkal és kecskékkel folytatott pásztorkodás volt, amit magas fokon műveltek.

### Ókori külkapcsolatok
A régi feljegyzések szerint számos nép megfordult a szigetcsoporton már az ókorban. A numidiaiak, a föníciaiak és a karthágóiak is tudtak a szigetekről, és látogatásokat tettek ott, köztük a II. Juba mauretaniai uralkodó által Mogadorból indított expedíció. Idősebb Plinius római író és katonatiszt II. Juba  elbeszélésének alapján írt a szigetekről. Eszerint az i. e. 50 körül indított mauretániai expedíció során nagy épületek romjait fedezték fel, számottevő lakosságot azonban nem találtak. Későbbi beszámolók, kutatások nem erősítették meg ilyen épületek, romok létezését.
Az i. sz. 1. századtól a 4. századig tartó időszakban a rómaiak megszállták Észak-Afrikát és a Kanári-szigeteken is kikötöttek. Erről tanúskodnak a Lanzarote szigetén talált római tárgyi emlékek. Eszerint a rómaiak kereskedtek a Kanári-szigetek lakosaival, ottani letelepedésükről azonban nincsenek bizonyítékok.

### Középkor

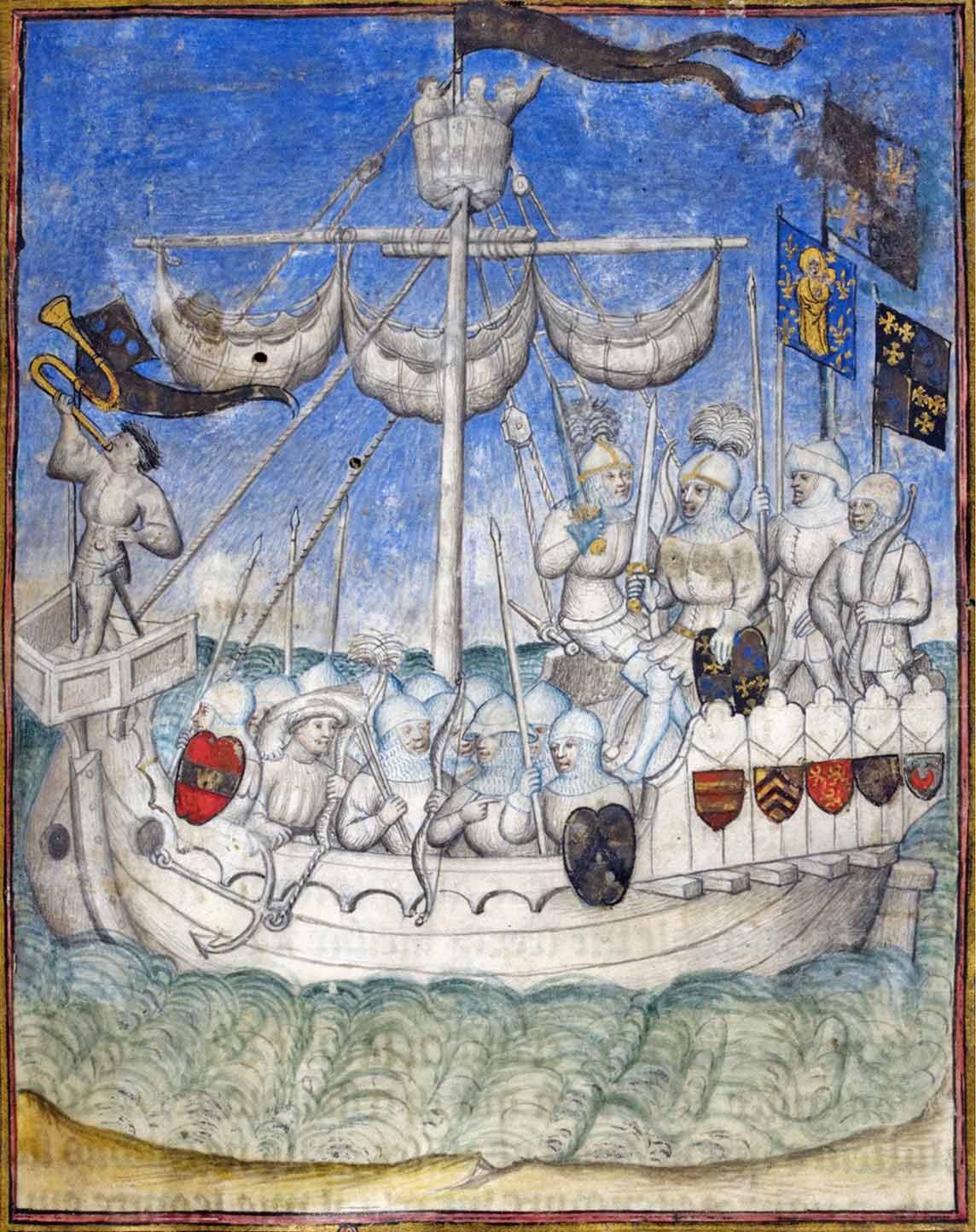
A Kanári-szigetekre induló expedíció; kép egy 1404 körül készült európai kódexből

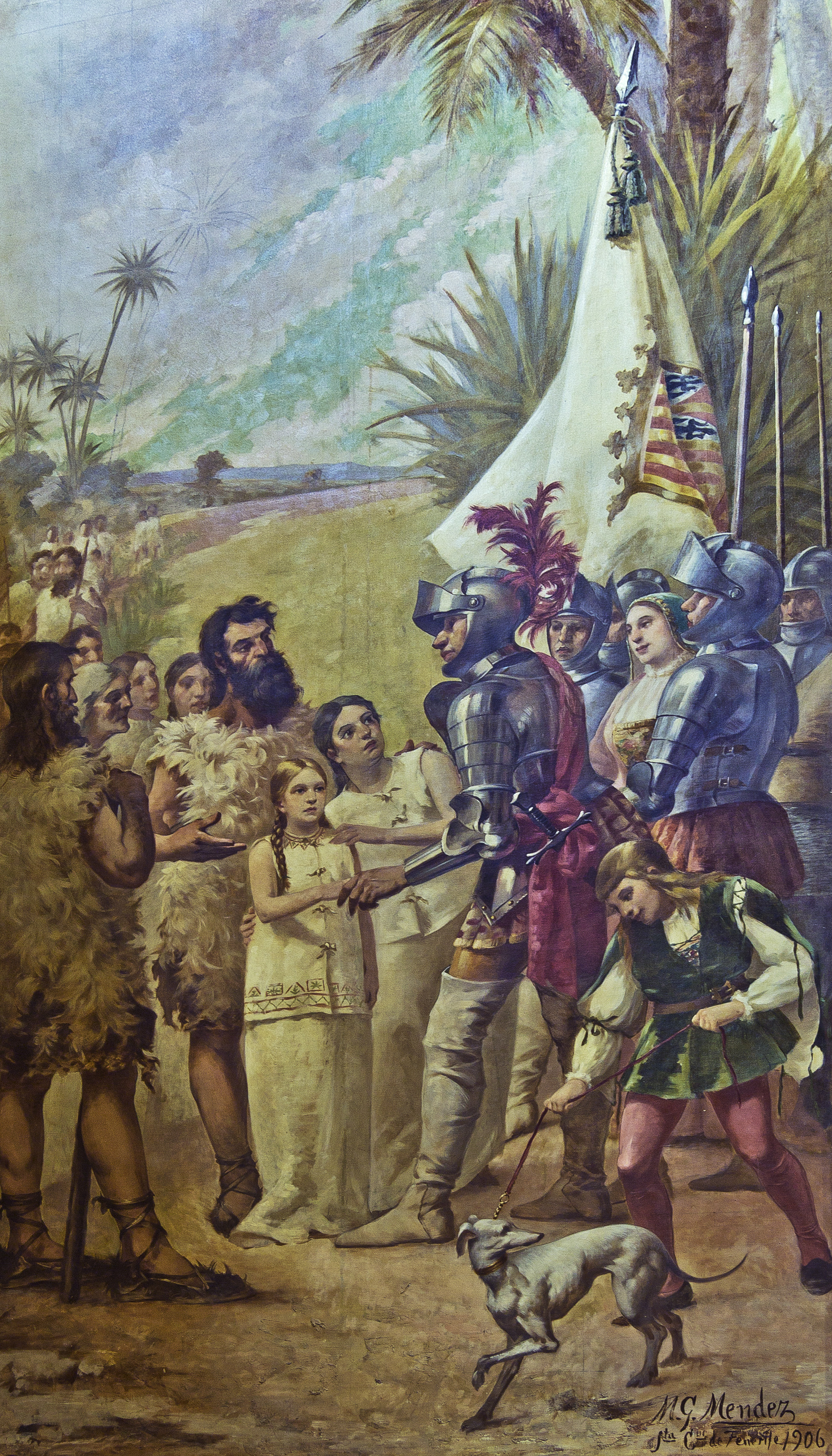
20. század eleji spanyol ábrázolás a hódításról

A szigetek lakóiról részletesen először i. sz. 1150-ben Idríszi arab földrajztudós számolt be II. Roger szicíliai királynak írt könyvében. A hajózás fejlődésével a dél-európai országok hajósai, felfedezői a régi legendák nyomába eredtek és keresni kezdték a „Szerencsés szigeteket”. E kutatások veszélyesek is voltak: 1291-ben például a genovai Vivaldi fivérek ezzel a céllal szálltak hajóra, de soha nem tértek vissza. 1312-ben az ugyancsak genovai Lancilotto Malicello már sikerrel járt: eljutott a szigetekre, az egyiket magáról nevezte el (Lanzarote) és épített egy tornyot ott, majd még két évtizedig kereskedett a bennszülöttekkel.
Giovanni Boccaccio is beszámolt De Canaria et insulis reliquis ultra Hispaniam in Oceano noviter repertis című latin nyelvű művében az egyik itáliai expedícióról, amit Angiolino del Tegghia de' Corbizzi és Nicoloso da Recco vezettek a szigetekre VI. Alfonz portugál király megbízásából. Boccaccio műve szerint a felfedezők kanári-szigeteki kalandja gazdasági szempontból egyáltalán nem volt gyümölcsöző, de sok természeti és néprajzi érdekességet nyújtott számukra.
1342-ben Mallorca hajósai is feltárták a maguk számára a Kanári-szigeteket, és ezután sok éven át vetélkedtek az olaszokkal az ottani szerény kereskedelmi lehetőségek kihasználásában.
A pápák ekkoriban azt az álláspontot vallották, hogy a nem-keresztény emberek földjei és személyük magától értetődően a keresztények birtokába tartoznak. Ebben a szellemben VI. Kelemen pápa Don Luis de la Cerdának, Clermont grófjának adományozta a Kanári-szigeteket és a Szerencse Hercege (Prince of Fortune) címmel ruházta fel őt azzal, hogy mindennek fejében évi 400 aranyforintot kell fizetnie a pápának. Az eseményről Francesco Petrarca is beszámolt. Az újdonsült herceg azonban néhány év múlva, 1344-ben úgy halt meg, hogy a lábát sem tette a szigetek földjére.
Mallorcai hajósok 1351-ben fegyvertelen hittérítő expedíciót szerveztek a szigetekre, bevonva 12 guancsot, akiket egy korábbi expedíció során hurcoltak el onnan rabszolgának és időközben megkereszteltek. A pápa bullát bocsátott ki ez alkalomból, bűnbocsánatot ígérve az expedíció minden résztvevőjének. Egyházmegyét is létrehozott a szigeteken, amelynek élére a karmelita Fray Bernardót nevezte ki püspöknek. Így jött létre Telde püspöksége, aminek élén öt főpap váltotta egymást a következő fél évszázadban. Az evangelizáció azonban nem igazán volt sikeres, mert a hittérítő munka idején is folytatódtak más kalandorok részéről a rabszolgavadász betörések. A mallorcai szerzetesek tanítgatták a bennszülötteket jobb lakások építésére, mezőgazdasági munkákra, azonban a rabszolgavadászok miatt végül a bennszülöttek minden külföldi ellen fordultak és a civilizációs kísérlet vérbe fulladt.
A Kanári-szigetek híre egyre inkább terjedt Nyugat-Európában, amihez hozzájárult az is, hogy a sikeres rabszolgavadász-expedíciók nyomán egyre több kanári-szigeteki bennszülött jelent meg rabszolgaként Franciaországban, Genovában, Velencében, Kasztíliában, az Aragóniai Királyságban és Portugáliában. Jean de Béthencourt normandiai nemes azt is megtudta, hogy a szigeteken bőven tenyészik egy zuzmó (orchilla, Roccella tinctoria), amiből bíborszínű festéket lehet kinyerni, és ez akkoriban a normadiai textilipar számára rendkívül értékes anyag volt. Béthencourt 1402-ben ezért nagyobb expedíciót szervezett a szigetekre és partra szállt Lanzarote szigetén, ahol Guadarfia helyi uralkodó békésen alávetette magát a hódítóknak. Az itteni bázisról kiindulva Béthencourt folytatta a szigetek meghódítását, bár egyre nagyobb nehézségekkel kellett szembenéznie. Ezért spanyol földre utazott és kieszközölte III. Henrik kasztíliai király erkölcsi és anyagi támogatását, amit azzal viszonzott, hogy hűbérurának ismerte el őt. Fuerteventura két kis „királyságának” főnökei, Maxorata ura Guiz és Jandia ura Ayoze csak 1405-ben adták meg magukat. El Hierro szigetén csellel csalogatták elő a sziget urát és követőit hegyi rejtekükből, majd foglyul ejtették őket. La Gomerát csak Béthencourt követői tudták behódoltatni 1445 és 1450 között. Maga Béthencourt a három sziget meghódítása után elhagyta a szigeteket és rokonainak adta át jogait. Ezután zavaros időszak következett, a normann hódító rokonai és követői egymással küzdöttek a hatalomért. Egyesek közülük V. Alfonz portugál király felé orientálódtak, La Gomera szigetét át is adták a portugáloknak. 1479-ben végül az alcáçovasi szerződésben a spanyolok és a portugálok átfogó megállapodást kötöttek, aminek keretében Portugália lemondott a Kanári-szigetekre vonatkozó igényeiről.
Spanyolország egyesítése után az uralkodói pár, I. Izabella kasztíliai királynő és II. Ferdinánd aragóniai király a Kanári-szigetek helyzetét is rendezni kívánta. Úgy döntöttek, hogy az addig a nemesek „magánvállalkozásában” meghódított négy szigetet az akkori hűbérúr, Diego de Herrera és felesége kezén hagyja. Diego Herrera Gomera grófja lett és jelentős pénzösszeget kapott. Gran Canaria, Tenerife és La Palma szigeteit viszont közvetlenül a kasztíliai korona alá rendelték és ennek a végrehajtása érdekében expedíciós hadtestet küldtek oda.

#### A spanyol hódítás

##### Gran Canaria
A hat karavellából és két kisebb latin vitorlázatú hajóból álló had 1478. június 13-án indult Juan Rejón parancsnoksága alatt El Puerto de Santa María kikötőjéből és június 24-én érkezett meg Gran Canaria szigetére, aminek az északkeleti sarkán, La Isleta félszigeténél szálltak partra. Az őslakók eleinte visszahúzódtak a hegyekbe, de hamarosan megtámadták a spanyolok táborát. A spanyolok sikeresen visszaverték a támadást, de soraikban belső viszályok keletkeztek. A hatalmi harcot folytató három vezető közül végül 1480-ban a kijelölt kormányzó Algabát kivégezték, majd Juan Rejónt leváltották, Bermudez dékánt száműzték. Az új parancsnok Pedro de Vera lett. A spanyol csapatok ezután nagyobb határozottsággal folytatták a hódítást Gran Canaria szigetén és hamarosan eredményeket értek el. Az Arucas melletti csatában Doramas törzsfőnök elesett, Galdar körzetében pedig Tenesor Semidán guanarteme (helyi főnök) más vezetőkkel együtt foglyul esett. Tenesor Semidán később átállt a spanyolok oldalára, megkeresztelkedett és Fernando Guanarteme néven igyekezett közvetíteni a hódítók és az ellenállók között. A harcok utolsó epizódja ezen a szigeten 1843 januárjában volt, amikor Bentejur bennszülött főnök és Miguel de Mujica parancsnok csapatainak összecsapásában a spanyolok mintegy kétszáz fős veszteséget szenvedtek. Később azonban a spanyolok felülkerekedtek és Bentejur a helyi vallási vezetővel (faican) együtt a mélybe vetette magát egy szikláról a fogságot elkerülendő. Gran Canaria szigetének meghódítását 1483 április 29-én fejezték be a spanyolok.

##### La Palma
A hódítás következő állomása La Palma szigete volt. Még ezen a többi szigethez képest is szerény méretű és lakosságú területen is számos „királyság” osztozott. Az őslakók önmegnevezése auaritas, szigetük neve pedig Benahoare volt. A hódítást a spanyolok alaposan előkészítették, a törzsfők közül ötöt is megnyertek és maguk mellé állítottak a szigetről származó, de már megkeresztelt közvetítők révén. A spanyolok végül Alonso Fernández de Lugo parancsnok vezetésével, túlnyomó erővel, 900 fős sereggel szálltak partra 1493 szeptemberében és nem ütköztek jelentős ellenállásba, kivéve Tanausu törzsfőnök részéről, aki az Aceró régió, egy jól védhető terület ura volt. Őt békés tárgyalásra hívták, majd elfogták és Spanyolországba szállították, de már a hajóúton belehalt éhségsztrájkjába.

##### Tenerife

A tenerifei guancs törzsi területek a kasztíliai hódítás idején

Tenerife szigetén a külföldi befolyás sokáig gyengébb volt, mint Gran Canarián vagy La Palmán. Az evangelizáció azonban ide is elért, a hittérítők a 15. század derekán egy partközeli barlangban elhelyezték a Candelariai Szűz Mária ikonját, aki azóta is Tenerife védőszentje. Később egy kis kápolnát is emeltek a szentkép számára, de azt a 18. században egy vihar elsodorta.
La Palma meghódítása után Lugo megkezdte az előkészületeket Tenerife alávetésére is. Spanyolokból és más szigetek bennszülötteiből toborzott csapataival 1494 április–májusában szállt partra a szigeten. Ekkor Tenerife kilenc „királyságra” oszlott: Tegueste, Tacoronte, Taoro, Icod és Daute északon, Adeje, Abona és Güimar délen, és Anaga keleten. Lugo tárgyalásokkal igyekezett előre vinni ügyét; Anaga és Güimar főnökeivel gyorsan meg is egyezett, de Bencomo, Taoro törzsfőnöke (mencey) hajthatatlanul ellenséges maradt. A spanyol hadak az első acentejói csatában súlyos vereséget szenvedtek. Lugo maga is megsebesült és visszavonult Gran Canaria szigetére. Novemberben támadt újra, és ekkor a kasztíliaiak győzelmet arattak az aguerei, majd a második acentejói csatában. Az aguerei csatában Bencomo is elesett, a vesztes második aguerei csata után pedig fia és utódja, Bentor mencey a hagyomány szerint levetette magát egy magas szirtről.

##### Kolumbusz és a Kanári-szigetek

Kolumbusz négy amerikai útja odafelé mind érintette a Kanári-szigeteket

Tenerife végső meghódítása még el sem kezdődött, amikor 1492 őszére a többi szigeten már annyira konszolidálódott a helyzet, hogy Kolumbusz Kristóf nagy nyugati felfedező útja előtt utolsó óvilági állomásaként használhatta azokat. Kolumbusz már ismerte az ebben a térségben szinte állandóan keletről nyugatra fújó passzátszeleket, amik útját nagyban segíthették. Felfedező útjának egyik nagy sikere – Amerika felfedezése mellett, aminek ő még nem volt a tudatában – az úgynevezett atlanti gyűrű megtalálása volt, ami aztán évszázadokon keresztül segítette az vitorláshajók forgalmát Nyugat-India és az Ibériai-félsziget között. Ez az útvonal kezdetben az igen erős Kanári-áramlat segítségével vezetett a szigetekre, majd onnan a passzátszelek és az Észak-egyenlítői-áramlás segítségével a karibi szigetvilágba. Visszafelé Kolumbusz és követői Hispaniola szigetétől északra fordultak és a Golf-áramlat segítségével tértek vissza Európába.
Kolumbusz hajói 1492. augusztus 9-én érkeztek meg a szigetekhez. Gran Canarián csak a Pinta tudott kikötni, a kedvezőtlen szelek miatt a Santa Maria és a Nina La Gomera szigetét választotta. Itt javították meg aztán a Pinta kormányszerkezetét is, feltöltötték hús-, édesvíz- és fakészleteiket, és szeptember 6-án indultak tovább nyugatra. A sziget akkori úrnője, Beatriz de Bobadilla y Ossorio, I. Izabella kasztíliai királynő hűbéresének özvegye akkor nem volt a szigeten, Spanyolország felé hajózott. Kolumbusz a következő útján, 1493-ban azonban már sok segítséget kapott tőle, és a kortársak szerint közeli kapcsolatra lépett vele. A hagyomány szerint tőle kapta azokat a cukornádtöveket is, amik révén aztán a karibi térségben meghonosult a nádcukor termelése. Kolumbusz 1498-ban is igénybe vette a Kanári-szigetek lehetőségeit, és találkozott Beatriz asszonnyal is.

##### A hódítás lezárása
Az utolsó tenerifei guancs ellenállók legyőzésével lezárult a Kanári-szigetek spanyol meghódításának folyamata, ami csaknem száz évvel korábban, a III. Henrik kasztíliai király szolgálatába állt Jean de Béthencourt küzdelmeivel kezdődött. A kulturális változások hatalmasak voltak: a lakosság néhány évtized alatt a kőkorszakból az európai reneszánsz korszakába lépett.
A háborúk befejeződése után az őslakók viszonylag gyorsan elkeveredtek a spanyol bevándorlókkal, tekintettel arra is, hogy a berber eredetű guancsok genetikailag közel álltak az európaiakhoz. A földeket és a víznyerő helyeket, amik a száraz éghajlat miatt ott különösen fontosak, újraosztották és a spanyolokkal együttműködő, a kereszténységet gyorsan felvevő guancsok is kaptak belőle. A spanyol hódítókat további európai telepesek is követték, akik hozzájárultak a szigetek népességének sokszínűségéhez.

#### Az első települések
Az első európai települések a szigeteken a mallorcai hajósok alapította Telde volt Gran Canarián, valamint a Jean de Béthencourt alapította Rubicon nevezetű falucska Lanzarote szigetén. Utóbbinak már nyoma sem maradt. Szerencsésebb volt Fuerteventura szigetén Santa María de Betancuria, amit ugyancsak a normann hódító építtetett: ez Betancuria néven ma is létezik, bár talán kevesebb lakosa van, mint a középkorban.
Lanzarote szigetén Teguise volt a főváros egészen 1852-ig. Betancuria után ez a második legősibb városka a szigeteken. Régi fényét nagy templomok őrzik. Utánuk következett San Sebastián de la Gomera és Valverde települések létrehozása La Gomera illetve El Hierro szigeteken.
Kasztília uralkodója rendelte el 1478-ban Las Palmas felépítését Gran Canaria szigetén. 1500-ban kezdték el a nagy katedrális építését, majd felépült a városháza is, amely 1841-ben az irattárával együtt leégett. A várost a 19. század második feléig várfal és erődítmények védték a kalózok ellen.
La Palma szigetén annak meghódítója, Alonso Fernández de Lugo vetette meg az alapjait Santa Cruz de la Palma településnek. Ez a sziget volt a leggazdagabb termőterületekben és vízkészletekben az egész szigetcsoporton, ezért a városka is gyors fejlődésnek indult. A 16. század végére mintegy 600 háza volt, ami megfelelt a főváros, Las Palmas de Gran Canaria méreteinek. Itt építették ki az első komoly, hullámtörővel ellátott kikötőt az egész Kanári-szigeteken, ami a mezőgazdasági exportot segítette.
Tenerife első fővárosa La Laguna volt, ami hamarosan a szigetvilág legrendezettebb, legszebb városa lett egyenes utcáival, tágas tereivel. Sok gazdag spanyol nemes és francia, portugál, angol, flamand kereskedő telepedett meg itt. Santa Cruz de Tenerife az első kétszáz évben csak a La Laguna szerény kikötője, külvárosa volt. A Teide 1706-os kitörése azonban átrendezte a helyi földrajzi viszonyokat, a közeli Garachico város és kiváló természetes kikötőjének elpusztulása miatt Santa Cruz kikötője rendkívül fontos lett, és a város látványosan gyors növekedésnek indult.

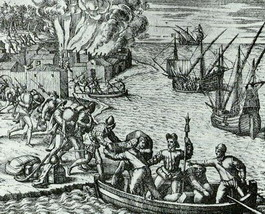
Jacques de Sores francia kalóz is fosztogatta a Kanári-szigeteket - ez a kép egy Havanna elleni támadását ábrázolja

A spanyol uralom nem hárította el a kalóztámadások veszélyét. A 16–18. századokban az Atlanti-óceán szinte minden ismert angol, francia, holland vagy marokkói kalóza „ellátogatott” a szigetekre zsákmányolás, rabszolgák szerzése, vagy csak „megpihenés” céljából. Támadásaikkal óriási emberi és anyagi kárt okoztak. A harcokat időnként sikerek is kísérték: 1585-ben Sir Francis Drake 27 hajóból álló flottájának támadását sikerült visszaverni. 1797-ben Horatio Nelson admirális támadt a Santa Cruz de Tenerife városára, de a helyi csapatok Antonio Gutiérrez de Otero y Santayana tábornok vezetésével visszaverték a támadást. Nelson itt vesztette el fél karját, a támadók 226 halottat hagytak hátra.
A kalóztámadások veszélyének elhárulása után Lanzarote szigetén a főváros szerepét a partmenti Arrecife vette át a belső fekvésű Teguisétől, Fuerteventurán pedig Puerto del Rosario lépett Betancuria helyébe.
Gran Canaria szigetén Las Palmas de Gran Canaria fejlődése igazán 1880 körül indult meg, amikoris megépült Puerto de la Luz korszerű kikötője. A város addigi központja öt kilométerre volt ettől; ezután a centrum áthelyeződött, és a két városrész közti szabad terület is gyorsan beépült. Később még a közeli sziklás hegyoldal tetején is létesült egy városnegyed, a Ciudad Alta vagy felsőváros.

## 19–20. század
1812-ben a Cádizban ülésező liberális spanyol parlament új alkotmányt és új közigazgatási rendszert fogadott el, aminek eredményeként a Kanári-szigeteken is megalakult az első városi és községi önkormányzati közigazgatás (Ayuntamientos).
1852-ben II. Izabella spanyol királynő királynő szabadkereskedelmi övezetté nyilvánította a Kanári-szigeteket, amelyek kereskedelmét földrajzi helyzetéből és a csempészet évszázados hagyományaiból fakadóan a központi hatalom amúgy is alig tudta hatékonyan ellenőrizni. A szabaddá vált kereskedelem a szigetcsoport gazdaságának fellendüléséhez vezetett.
A 20. század elején az angolok egy új monokultúrát vezettek be a Kanári-szigetekre, a banánét. Ennek exportját nagy kereskedelmi társaságok irányították, a fő felvevő piac Nagy-Britannia volt. A britek emellett befektettek Santa Cruz de Tenerife és Las Palmas de Gran Canaria kikötőjébe is, hogy gőzhajóik számára szénkikötőket biztosítsanak, tekintettel az afrikai angol gyarmatosításra.
A kanári-szigeteki társadalom továbbra is alapvetően agrár jellegű maradt, a földbirtokosokok uralták a lakosságot. Számottevő ipar hiányában a lassan kialakuló városi proletariátus inkább kézművesekből, mint munkásokból állt. 
A spanyolnátha világjárványa alig érintette a szigeteket, a halálozási arány messze a legkisebb volt egész Spanyolországban.
1927-ben Santa Cruz de Tenerife és Las Palmas de Gran Canaria hagyományos rivalizálása eredményeképpen a szigetcsoportot közigazgatásilag két tartományra osztották.
A második spanyol köztársaság (1931–1939) és a spanyol polgárháború idején a Kanári-szigeteken is megjelentek a marxista vagy anarchista ideológiájú munkásszervezetek, olyan vezetőkkel, mint José Miguel Pérez Pérez vagy Guillermo Ascanio. Néhány önkormányzat kivételével azonban nem ezek a szervezetek kerültek többségbe. 
1936-ban a spanyol köztársasági kormányzat Francisco Franco tábornokot a Kanári-szigetekre helyezte annak a politikájának a jegyében, hogy a peremterületekre szórja szét azokat a konzervatív hajlamú, magas rangú katonai vezetőket, akik esetleg katonai puccsot hajthattak végre. Franco ellen azonban ez nem használt, július 17-én katonai felkelést indított és másnap hadiállapotot hirdetett az egész szigetcsoporton. A felkelők csak kisebb ellenállásba ütköztek La Palma és La Gomera szigetén.
A köztársasági kormány bukása után az ország többi részéhez hasonlóan a Kanári-szigetek is gazdasági válságba került. Gyakori volt az éhezés és a nyomor. Új migrációs hullám indul Venezuelába.
A Franco-rezsimmel szembeni ellenállás a szigeteken is csak az 50-es évek végére tudott megerősödni, csakúgy, mint a szárazföldön. Fő ereje a Spanyol Kommunista Párt volt, ami körül sok más baloldali és függetlenségi csoport tevékenykedett, mint az 1959-ben alapított Canarias Libre és az 1964-ben Algériában megalakult MPAIAC (Movimiento por la Autodeterminación e Independencia del Archipiélago Canario).
Franco halála és a spanyol demokratikus átalakulás kibontakozása után 1982-ben a spanyol közigazgatási reform keretében a szigetcsoport autonóm státuszt kapott, a főváros felváltva a két ősi vetélytárs, Santa Cruz de Tenerife és Las Palmas de Gran Canaria lett: az autonóm közösség miniszterelnöke (Presidente del Gobierno) minden törvényhozási periódusban váltja a székhelyét a két város között. A Kanári-szigetek parlamentje azonban csak Tenerifén ülésezik. 1983-ban tartották a kanári-szigeteki történelem első regionális választásait, amit a Spanyol Szocialista Munkáspárt (PSOE) nyert meg. Május 30-án került sor az újonnan választott kanári-szigeteki parlament első ülésszakára, ennek emlékére ünneplik meg minden évben a Kanári-szigetek napját.

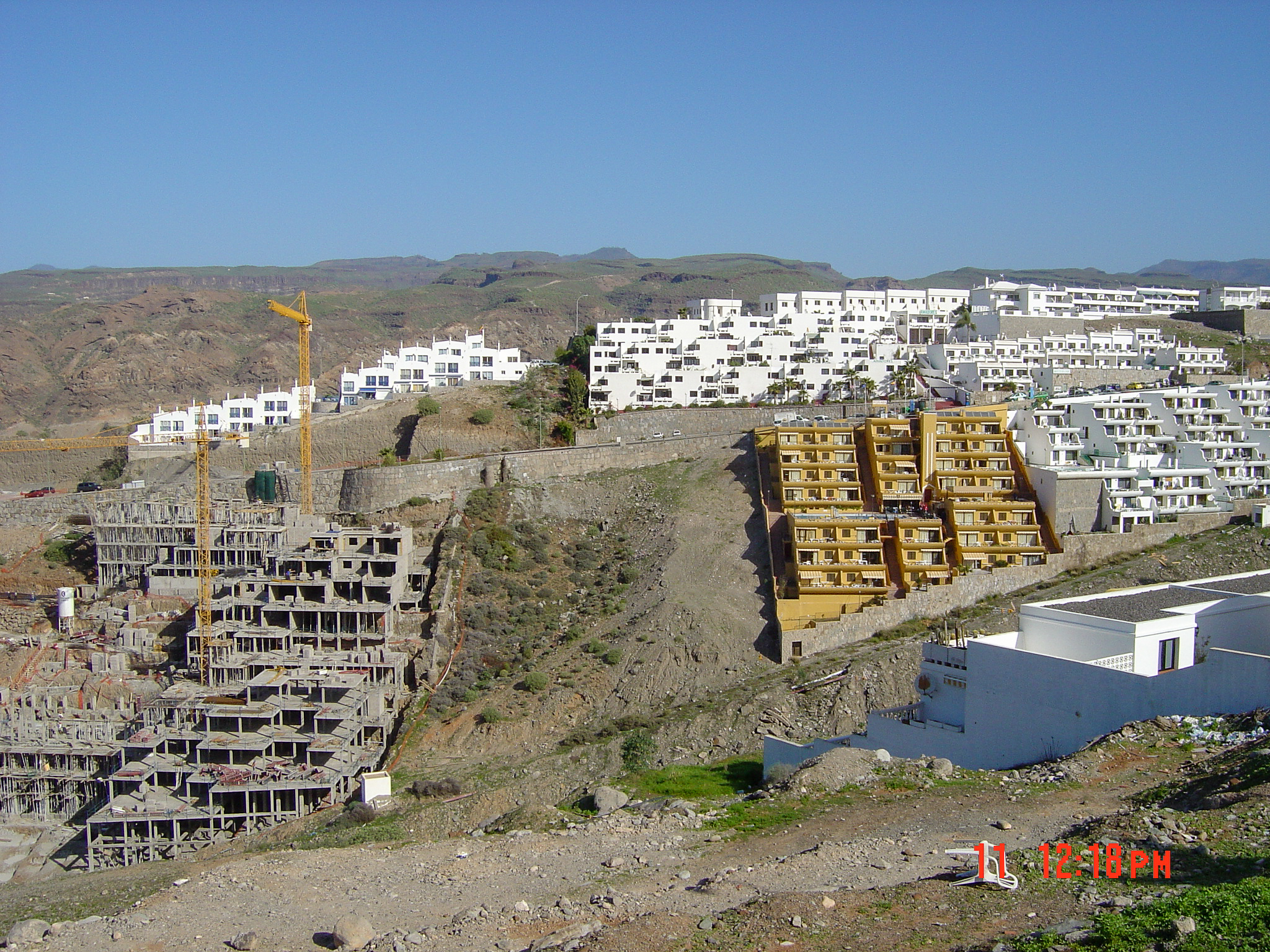
Építkezési láz Gran Canaria szigetén 2005-ben

Spanyolország 1986-os EU-csatlakozását a Kanári-szigetek vállalkozói és lakossága ellenezte, mert féltették a szabadkereskedelmi jogaikból fakadó előnyeiket. Emiatt a szigetcsoport csak 1992-ben lett az Európai Unió tagja, de ezután is részesült bizonyos vámkedvezményekben a szigeti lét és a nagy távolság okozta hátrányok kiküszöbölése céljából. 2002-ben itt is bevezették az eurót. 
Az 1970-es évek közepétől a szigetcsoport gazdasági és társadalmi helyzetét alapvetően változtatta meg a turizmus fellendülése. Hatalmas idegenforgalmi beruházásokra került sor, rengeteg külföldi vásárolt itt nyaralót vagy üdülési jogot. A rohamos fejlődésnek az életszínvonalat kedvezően érintő hatásai mellett árnyoldalai is voltak. A 21. században is folyamatban lévő féktelen ingatlanfejlesztések helyenként kedvezőtlenül változtatták meg a látképet és túlzottan igénybe vették a korlátozott vízkészleteket.
Az idegenforgalom fejlődésével volt összefüggésben, de súlyos emberi hibák okozták a történelem eddig legtöbb áldozattal járó repülőkatasztrófáját Tenerife szigetén 1977 márciusában.

## Gazdaságtörténet

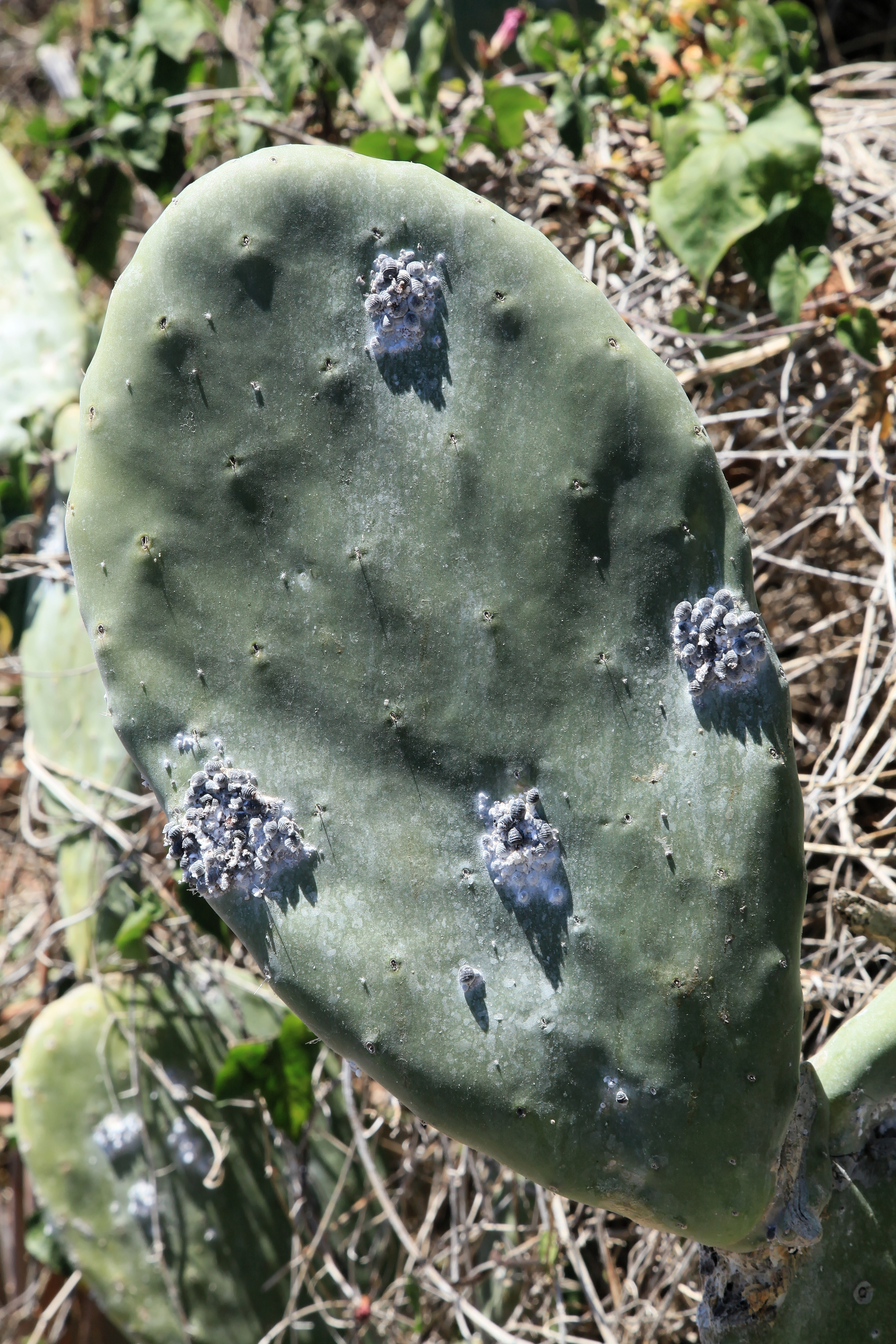
Bíbortetű fügekaktuszon La Palma szigetén

A szigetek meghódítása után, a 16. századtól egészen a 19. századig bezárólag, azaz négy évszázadon át a mezőgazdaság volt a szigetek gazdaságának az alapja. Ezen belül a 17. század második feléig a cukornád monokultúra jellegű termesztése volt a döntő. Ezt a haszonnövényt még Pedro de Vera, a spanyol hódítást beteljesítő katona és kormányzó honosíttatta meg a szigeteken a 15–16. század fordulóján. A munkaigényes mezőgazdasági kultúra elterjedése ösztönözte a rabszolgák behozatalát a szigetekre, így a Kanári-szigetek a rabszolgák „exportőréből” azok importőrévé vált. A termelési ágazathoz hozzátartozott a cukorfinomítók létesítése, és ezek a fával fűtött üzemek jelentősen hozzájárultak a fában amúgy is szegény területeken még meglévő szegényes erdők kiirtásához. A cukorfinomításhoz továbbá nagy mennyiségű víz is szükséges, aminek ugyancsak szűkében voltak a szigetek, ezért a finomítók tulajdonosai monopoljogot kaptak a vízkészletek hasznosítására.
A cukrot Európába és később Amerikába exportálták nagy mennyiségben. Idővel azonban éppen a Kanári-szigetekről az ugyancsak spanyol uralom alatt álló karibi térségben is elterjedt a cukornád termesztése, ahol a termőterület, a rabszolgák, a fűtőanyag, a víz nagyobb mennyiségben állt rendelkezésre, így az ottani verseny következtében a 17. század második felére a cukornádtermesztés eltűnt a szigetekről.
A cukornádat követte a szőlőtermesztés és a borexport virágkora. A Kanári-szigetek borát Shakespeare is dicséri Falstaff révén. A borkereskedelem teljesen angol kézben volt, ők exportálták azt főleg Angliába, Hollandiába és Észak-Amerikába. Egy korabeli névtelen szerző élesen elítélte az angol kereskedőket, akik súlyosan kizsákmányolták a helyi termelőket, borukért csak megkésve és részben rossz minőségű textiláruval fizettek; a bortermelők rabszolgáknak érezték magukat saját földjükön.
A Kanári-szigetek jelentős kereskedelmet folytatott Amerikával. A spanyol központi hatóságok Sevillában ezt időnként politikai és fiskális okokból erősen korlátozták; a szigetek kereskedelmét azonban csak nehezen tudták ellenőrizni, mindig jelentős volt a csempésztevékenység. 1776-ban aztán teljesen felszabadították a szigetek és az Újvilág között kereskedelmet.
Az exportban a cukornád és a bor mellett még szerepeltek a szódagyártáshoz szükséges sótűrő növények, a rum, a mandula, az orchilla-zuzmó (Roccella tinctoria, festéknövény) és a nyersselyem is. Az exporttermékek mellett a szigetek önellátóak voltak húsból, zöldségfélékből, kukoricából, búzából, gyümölcsökből, sajtokból, tojásból és hasonló mezőgazdasági termékekből, amelyekkel egymás között kereskedtek.
A 18. század első felétől a borexport is fokozatosan visszaesett belső nehézségek – szőlőbetegségek – és a külső verseny miatt, és ez komoly válságot okozott a szigetek gazdaságában. A kiutat a festékgyártás értékes alapanyagát termelő bíbortetű jelentette, amit az ugyancsak Mexikóból behozott fügekaktusz élősködőjeként tenyésztettek. Ez a monokultúra is hatalmas mérteket öltött: 1865-ben már 2,3 millió font súlyban exportálták a rovart, főleg Európába.
1852-ben a spanyol kormányzat vámmentessé tette a kanári-szigeteki kikötőket, ami nagyban hozzájárult a kereskedelem fejlődéséhez. Jelentősen megnövekedett a legkülönbözőbb zászló alatti hajók forgalma, fejlődtek a kikötői szolgáltatások.
A bíbortetű révén kialakult gazdasági fellendülés azonban csak mintegy fél évszázadig tartott, mert a vegyipar áttért a szintetikus anilin festékek gyártására, ami olcsósága révén hamarosan kiszorította a biogén alapú festékeket. Ennek a monokultúrának a megszűnése a korábbiaknál is nagyobb gazdasági válságot okozott a Kanári-szigeteken, a gazdák ezrei mentek tönkre.
A súlyos gazdasági nehézségeket a 19. század vége felé a szigeten megtelepült brit vállalkozók segítségével sikerült felszámolni. Ők finanszírozták a gazdálkodók átállítását más, a klimatikus adottságoknak megfelelő, exportálható és jövedelmező termékekre, mint a banán, a paradicsom és a burgonya. A finanszírozás érdekében brit bankok nyitottak fiókokat a szigeteken, megjelentek az exportot lebonyolító szállítmányozó hajózási vállalatok, és ezek révén megindult a turisták szállítása is. Brit szállodák nyíltak a két fő szigeten, és az utazási költségek olyan szintre csökkentek, ami lehetővé tette az angliai középosztály tagjainak a szigetekre látogatását. A brit vállalkozók más területekre is kiterjesztették beruházási tevékenységüket, így létrehozták Las Palmas de Gran Canaria vízközmű-hálózatát és üzemeltették azt egészen az 1940-es évekig, amikor azt átvette a helyi közigazgatás.
A spanyol polgárháború és a második világháború okozta visszaesés után a 20. század derekán újra fellendült a mezőgazdasági export. A helyi vállalkozók megerősödésével csökkent a brit függés. A szállítási és ennek révén az exportlehetőségek bővülésével új kertészeti termények kerültek a palettára, mint az uborka, a zöldpaprika, az avokádó és sok más. 1987-re a banánexport elérte a 350 ezer tonnát, a paradicsomé a 180 ezer tonnát. Az állattenyésztés és a hagyományos halászat azonban nem tudott megerősödni, lényegében csak belföldi szükségletekre termelt. A vízigényes zöldségek és gyümölcsök termesztésével viszont a szigeteken fokozódott a vízhiány és ez gátat szabott a mezőgazdasági termelés további növekedésének. Valamelyest segített a fóliázás és a csepegtető öntözés elterjedése, ami akár 50%-kal is csökkentette az öntözés vízigényét, de sok termelő felhagyott a gazdálkodással és a városokba költözött.
Az ipar csak a 20. század második felében növekedett a Kanári-szigeteken, de – a helyi nyersanyagok hiányában is – mindig másodlagos jelentőségű maradt, nagyrészt a sziget mezőgazdasági exporttermékeinek feldolgozására szorítkozott. Emellett viszonylag jelentős lett a helyi mészkő alapján és a turisztikai fejlesztések igényeinek kielégítésére a cementgyártás.

### A hagyományos étkezés
A Kanári-szigetek lakosságának hagyományos szerény életvitelére jellemző volt az egyhangú étkezés is. Fő élelmezési cikkük a kenyérszerű gofio volt, amit kukorica, búza, árpa pirított magvaiból őrölt lisztből készítettek. Emellett még a burgonya volt mindennapi eledel. A sokféle helyi sajt főételként került az asztalra, zöldséglevessel. Húst csak ünnepnapokon fogyasztottak, a helyben kifogott hal viszont elérhető és népszerű volt.

### Turizmus
A 20. század második felétől a Kanári-szigeteken a gazdaság tercier szektorának, a szolgáltatásoknak a kiemelkedően legfontosabb ágazata a turizmus. 1987-ben már 5 millió turista látogatott a szigetekre, 80%-uk külföldi volt, főleg Nagy-Britanniából és Németországból, 20%-uk a szárazföldi Spanyolországból érkezett. Gran Canaria legnagyobb kikötőjébe, Puerto de la Luzba 13 100, Santa Cruz de Tenerifébe 8623 hajó érkezett ebben egy egy évben. Las Palmas repülőtere több mint hat milliós, Teneriféé 4,7 milliós forgalmat bonyolított. A turisztikai fellendülés ezt követően töretlenül folytatódott a Covid-járványig. 
Új üdülőnegyedek, szállodák sora nőtt ki a földből, a turizmussal kapcsolatos kikötői, közlekedési, kereskedelmi szolgáltatások is ugrásszerűen fejlődtek. A vidéki lakosság jelentős része az új turista-településekre költözött és a szolgáltatásban talált munkát. A mezőgazdaság az export helyett egyre inkább a látogatók ellátására termelte a gyümölcsöt, zöldséget, bort.
A 21. század elején már jelentős számban települtek le félig-meddig állandóan észak-európai nyugdíjasok, saját sajtótermékeket adtak ki többek között svéd és finn nyelven is, iskolák nyíltak a huzamosabb ideig ott-tartózkodó unokák számára. 2020-tól a világjárvány miatt óriási visszaesést szenvedett el az idegenforgalom, ugyanakkor újfajta beutazók is megjelentek, a központi Spanyolországból és külföldről is sokan itt próbálták meg elkerülni a járványt, távmunkával tartva fenn magukat.
A tercier szektoron belül a kereskedelmi tevékenység a szigeteken három fő részre tagolódik: létrejöttek, elsősorban a helyi lakosság ellátására a modern bevásárlóközpontok, főleg spanyolországi tőkével; a már huzamosabb ideje letelepedett indiai származású bevándorlók működtették a főleg a turistákat ellátó közepes üzleteket, a helyi kiskereskedők által vezetett kisboltok pedig mindkét piaci szegmens számára tartottak árukészleteket – és panaszkodtak a nagy és közepes üzletek által támasztott versenyre.

## Közigazgatás

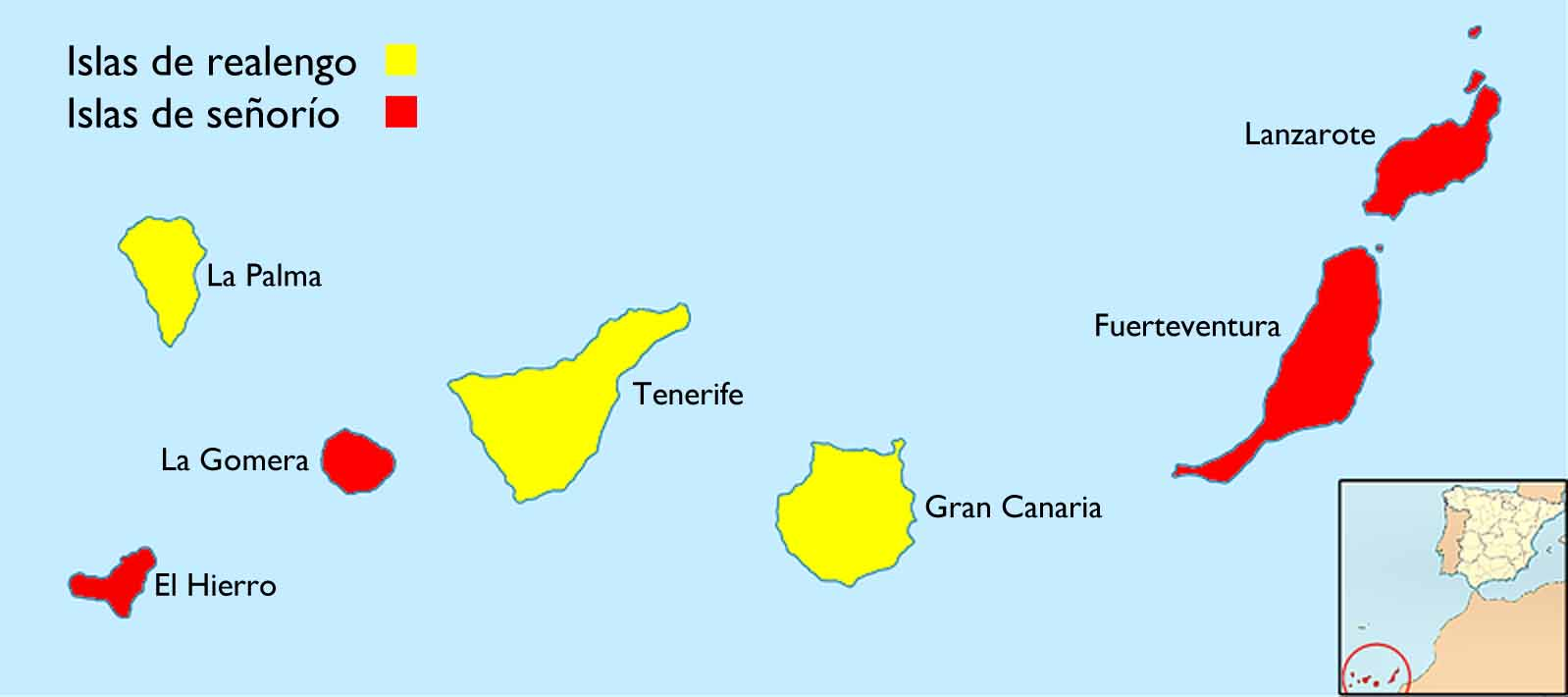
Királyi központi igazgatás alatti területek (sárgával) és a feudális urak birtokai (pirossal) a spanyol hódítást követően

A spanyol hódítás után az egyes szigeteken tanácsokat (Cabildo) hoztak létre a helyi közösségek irányítására. Ők nevezték ki a milícia kapitányait és a kormányzókat, ők szolgáltattak igazságot első fokon, szabályozták a gazdaságot. A kormányzói poszt azonban fokozatosan időszakosan választott pozícióból életre szóló hivatallá vált, majd öröklődő tisztséggé, amit a spanyol koronától vásárolhattak meg a gazdagok. Lanzarote, Fuerteventura, Gomera és Hierro szigetén a helyi hűbérurak jelölték ki a hivatalnokokat és szedték az adót. Kizsákmányolásuk általában súlyosabb volt, mint a spanyol központi hatalom által irányított Gran Canaria, Tenerife és La Palma szigetén, ezért a lakosság egy része az utóbbi helyekre menekült. A helyi feudális uraságok rendszerét 1837-ben törölték el.
A királyi fellebbviteli bíróságot 1526-ban hozták létre Las Palmasban. Ennek elnöke hosszú időn át egyben a szigetek főkapitánya is volt. Ugyancsak Las Palmasban volt a püspökség és az egyházi bíróság, az inkvizíció székhelye is. 1661-ben a főkapitány királyi engedélyt kapott lakóhelye megváltoztatására és ezután székhelyét Las Palmasból a tenerifei La Lagunába tette át, hogy kikerüljön a püspökség és az inkvizíció „árnyéka” alól. A 18. század elején a főkapitány és ezzel a végrehajtó hatalom székhelye onnan Santa Cruz de Tenerifébe költözött, míg az igazságszolgáltatás és az egyházi vezetés továbbra is Las Palmasban maradt. Ekkor alapozódott meg a hosszú és fájdalmas vetélkedés és két sziget és fővárosaik között az egész Kanári-szigetek fővárosi címéért. Ez bizonyos mértékig a 21. században is érezhető, ennek eredménye az, hogy a Kanári-szigetek autonóm közösségének fővárosa felváltva van Tenerife illetve Gran Canaria szigetén, Santa Cruz de Tenerife illetve Las Palmas városában.
1912-ben az egyes szigetek újra megkapták a helyi tanács intézményét, hogy a helyi sajátosságokat jobban figyelembe vehessék mint a szigetek központi kormányzata. 1927-ben a „két főváros” áldatlan vetélkedése miatt az addig egységes tartományt két része osztották. 1978-ban a szigetek Spanyolországon belül autonóm státuszt kaptak különleges helyzetük miatt.

### Egyházi szervezet

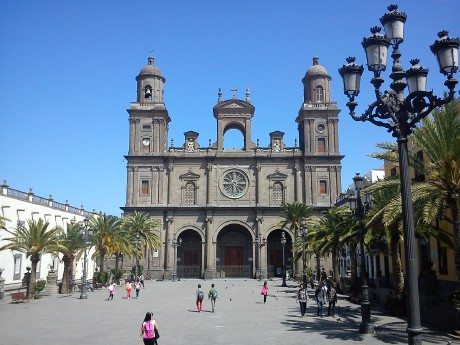
A Szent Anna-katedrális Las Palmasban

Az eredetileg Lanzarote szigetén, Rubicon településen létrehozott első püspökséget a hódítás befejezése után hamarosan Gran Canaria szigetére költöztették. Már 1500-ban megkezdődött a nagy katedrális építése is, ami aztán évszázadokig tartott. Az egyházi szervezetet sevillai mintára alakították ki, de a szigeti helyzetre való tekintettel a püspök alatt három archidiakónusi posztot hoztak létre Gran Canaria, Tenerife és La Palma szigetein. 1819-ben a két fő sziget közötti vetélkedés nyomán Tenerifében is létrehoztak egy püspökséget.
A Kanári-szigeteken még a spanyolországi viszonyokhoz képest is nagyon sok kolostort, zárdát alapítottak. Számuk a 18. század végén elérte a hatvanat. Az inkvizíció 1504-től 1820-ig működött a szigeteken Las Palmas-i székhellyel.
Háromszáz éven keresztül az egyház feladata volt az oktatás megszervezése a szigeteken. Emellett kórházakat és jótékonysági intézményeket is fenntartottak. Egyes népszerű templomok és kolostorok népünnepélyeket, színházi előadásokat is szerveztek.

## Kultúra

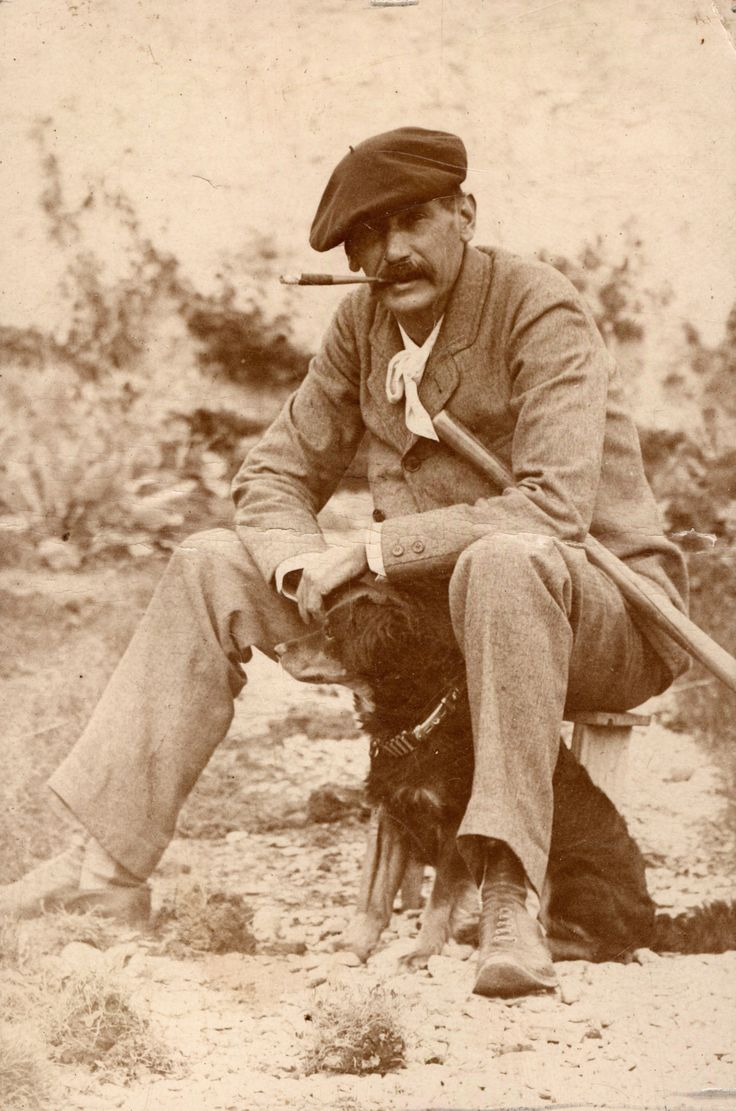
Benito Pérez Galdós, a Kanári-szigeteken született neves író portréja 1890-ből

A bennszülöttek neolitikus kultúrája igen fejletlen volt. Növényi festékekkel készült rajzolatokkal dekorálták nagy kövekből összerótt házaik belsejét, egyszerű díszítésű kerámiaedényeket, figurákat készítettek. A spanyol hódítás után az anyaországi spanyol kultúra vált uralkodóvá a szigeteken, és az onnan behozott építészeti stílust igazították a helyi klímához és a rendelkezésre álló anyagokhoz. Ezek a finom változtatások innen eljutottak a kitelepülők révén Amerikába is, például a perui Arequipa óvárosában ma is megfigyelhetők a Kanári-szigetekről származó építészeti elemek.
A helyi szobrászat a templomi faragványok névtelen mestereivel indult. A 18. század második felétől két jelentős szobrász is alkotott ebben az egyházi műfajban a szigeteken, José Luján Pérez és Fernando Estévez. Előbbiről nevezték el az 1920-as években alapított helyi művészeti iskolát.
A festők között a 17. században született az első nevesebb művész, Cristóbal Hernández de Quintana, aki az akkori barokk stílusban alkotott. Őt követte Juan García de Miranda egyházi festő, majd Luis de la Cruz portréfestő ás miniatürista. A 19. században Valentín Sanz Carta szerzett nevet, a huszadikban Néstor Martín-Fernández de la Torre hozta be az impresszionista stílust.
A zenében is az egyházi zene adta a kezdeteket, majd a 19. században két filharmóniai társaság is alakult a vetélkedő városokban, Tenerifén és Gran Canarián.
Az irodalomban Bernardino de Riberol volt az úttörő, akinek 1556-ban kiadták az első művét Sevillában. Antonio de Viana 17. századi költő munkásságát Lope de Vega is nagyra értékelte, verseiben megjelennek a Kanári-szigetek hagyományai, élményvilága. A 18. században már irodalmi társaságokat is alapítottak a szigeteken, amelyek az inkvizíció cenzúráját megkerülve hoztak be a szigetekre új európai könyveket. 1742-ben megalapították az első egyetemet, a század közepén kiadták az első két újságot is a szigeteken.
A 19. században két, a Kanári-szigeteken született író tudta áttörni a szigeti létezés korlátait és vált nemzetközileg ismert alkotóvá: Benito Pérez Galdós, valamint Àngel Guimerà, aki katalán apától született Tenerifén, majd Barcelonába költözve lett a katalán irodalom klasszikusa.
A történettudományokban Gregorio Chil y Naranjo alkotott kiemelkedőt; ő alapította a Museo Canariot, a szigetek régészeti múzeumát 1870-ben.
Ezek a kiemelkedő személyiségek azonban nem igazán tudták megemelni a szigetek lakosságának kulturális színvonalát, amit az elmaradottság jellemzett. 1834-ben mindössze 27 iskola volt a szigeteken a fiúk és 6 a lányok számára. A gyermekek többségét korán munkára fogták. Az analfabetizmust csak a 20. század legvége felé sikerült felszámolni.

## Természeti katasztrófák
A vulkáni eredetű szigeteken a történelmi időkben is rendszeresek voltak a vulkánkitörések, amelyek időnként nagy károkat okoztak a lakott területeken is. Kolumbusz is látta a Teide működését 1492-es útján. A legnagyobb károkat ez a vulkán 1706-ban okozta, amikor a lávaár eltemette Garachico addigi nagyszerű természetes kikötőjét.
Biológiai jellegű katasztrófák voltak a nagy járványok. A spanyol hódítás idején az őslakókat egy rejtélyes betegség sújtotta, amit a „guancsok álmosságának” (La modorra de los Guanchos) neveztek el. A betegség általános levertséggel és lassú halállal járt. Az áldozatok nagy száma megkönnyítette a spanyolok hódítók győzelmét is. Mai szemmel valószínű, hogy a hódítók által behurcolt betegségről lehetett szó, ami ellen az őslakók szervezete még nem szerzett immunitást. 1810-ben a sárgaláz, 1851-ben a kolera érte el a szigeteket, sokezer ember halálát okozva.
A katasztrofális aszály gyakran okozott pusztítást az egyébként is száraz Kanári-szigeteken. A Szaharához legközelebb eső két szigetet, Lanzarotét és Fuerteventurát sújtotta leggyakrabban ez a csapás. 1722-ben az aszály miatti éhínség több mint hétezer áldozatot szedett e két kis földdarabon. A szárazság mellett az afrikai sáskajárás is elérte időnként a szigeteket.